# آقچه‌کند (ابهر)
آقچه کند (ابهر)، روستایی از توابع بخش مرکزی شهرستان ابهر در استان زنجان ایران است.

## مردم
مردم این روستا به زبان لری بختیاری سخن می‌گویند و پیروی مذهب شیعه دوازده‌امامی هستند.

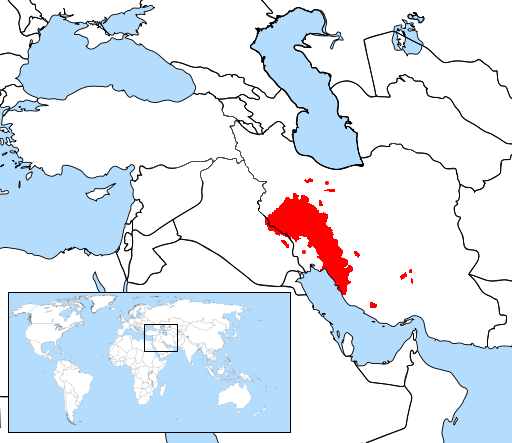
توزیع جغرافیایی مناطقی که در آن‌ها به زبان لری سخن گفته می‌شود

## جمعیت
این روستا در دهستان درسجین قرار دارد و براساس سرشماری مرکز آمار ایران سرشماری عمومی نفوس و مسکن در سال ۱۳۸۵، جمعیت آن ۱۴۵ نفر (۴۳خانوار) بوده است.